# Jennifer Rowe
Jennifer June Rowe (Sydney, 2 april 1948) is een Australisch schrijfster in het misdaadgenre.
Onder de naam Emily Rodda schrijft ze fictie voor kinderen zoals de populaire series Deltora, Rowan, 'Fairy Realm', 'Teen Power' (welke later werd hernoemd naar 'Raven Hill Mysteries'), de Rondo trilogie en recentelijk 'De drie deuren' trilogie. De eerste serie (Deltora) is wereldwijd meer dan 15 miljoen exemplaren van verkocht en is ook vertaald in het Nederlands.

## Biografie
Jennifer Rowe groeide samen met haar beiden jongere broers op in Sydney. Haar vader (Jim Oswin) was oprichter en algemeen manager van de tv-zender ATN in New South Wales te Australië en in de jaren 60 verantwoordelijk voor klassieke tv-shows zoals 'My Name's McGooley', 'What's Yours?' en 'The Mavis Bramston Show'. In 1973 studeerde ze af aan de Universiteit van Sydney in Engelse literatuur. Hierna begon ze als assistent-redacteur bij uitgeverij Paul Hamlyn, waarna ze overstapte naar uitgeverij 'Angus & Robertson' waar ze veertien jaar bleef werken, eerst als redacteur van boeken en uiteindelijk als uitgever. Gedurende deze periode begon ze met het schrijven van kinderboeken onder de pseudoniem Emily Rodda (haar grootmoeders naam). Ze vervolgde haar carrière van 1984 tot 1992 als redacteur van de Australische 'Women's Weekly'. In haar vrije tijd bleef ze ondertussen boeken schrijven om uiteindelijk in 1994 als beroep voltijds schrijfster te worden. Ze ontving veelvuldig belangrijke prijzen voor haar boeken.

## Film en televisie
- 1989 - Grim Pickings,  televisie mini serie gescript door Peter Gawler en Graeme Koetsveld.
- 1991–1992 - The Finder, Australische TV serie.[6]
- 1994 - Blue Heelers, politie drama voor televisie.
- 1997 – 2000 - Murder Call, televisie drama van 56 afleveringen[7]
- 2007 - Deltora Quest anime serie voor de Japanse televisie.

## Uitgereikte Boeken Prijzen
CBCA: Children's Book Council of Australia
IBBY:  International Board on Books for Young People
KOALA: Kids Own Australian Literature Awards
YABBA: Young Australians Best Book Awards
- 1985 – CBCA: Kinderboek van het jaar – Something Special
- 1987 – CBCA: Kinderboek van het jaar  – Pigs Might Fly
- 1989 – CBCA: Boek van het jaar voor jonge lezers – The Best-kept Secret
- 1991 – CBCA: Boek van het jaar voor jonge lezers – Finders Keepers
- 1992 – YABBA: Jonge lezers prijs – Finders Keepers
- 1992 – YABBA: Hall of Fame – The Timekeeper
- 1994 – CBCA: Boek van het jaar voor jonge lezers – Rowan of Rin
- 1994 – YABBA: Oudere Lezers - Rowan of Rin
- 1995 – The Dromkeen Medal: Emily Rodda
- 1995 – CBCA: Notable Australian Children’s Book - Rowan and the Travellers
- 1996 – IBBY: Honour Book - Rowan of Rin
- 1997 – CBCA: Honour Book for Younger Readers – Rowan and the Keeper of the Crystal
- 1999 – Dymock: Kinderjury: Favoriete Australische Jonge Lezers Boek – Rowan of Rin
- 1999 – IBBY: Honour Book - Bob The Builder and the Elves
- 2000 – COOL: Fictie voor jonge lezers - Bob The Builder and the Elves
- 2000 – CBCA: Nominatie boek van het jaar voor jonge lezers - Rowan and the Zebak
- 2001 – YABBA: Oudere Lezers - Deltora Quest serie
- 2002 – KOALA: kinderjury – Deltora Quest Serie 1
- 2002 – Aurealis: Peter McNamara Convenors' Award – Deltora Quest (serie)
- 2002 – WAYRBAS: Meest populaire boek – Deltora Quest – The Forests of Silence
- 2003 – YABBA: kinderjury – Deltora Questserie 2
- 2003 – COOL: Fictie voor jonge lezers prijs - Deltora Quest serie 2
- 2004 – COOL: Fictie voor jonge lezers prijs - Deltora Quest serie 3
- 2004 – KOALA: kinderjury – Deltora Quest Serie 2
- 2004 – KOALA: kinderjury – Deltora Quest Serie 3
- 2004 – YABBA: kinderjury – Deltora Questserie 3
- 2004 – YARA: – Deltora Questserie 3
- 2007 – Aurealis: Beste kinderboek Fictie - The Key to Rondo
- 2008 – Aurealis: Beste Kinderboek - The Wizard of Rondo
- 2008 – YABBA: Fictie voor ouder – The Key to Rondo
- 2008 – KOALA: Oudere Lezers – The Key to Rondo
- 2009 – KOALA: Fictie voor 7-9 jaar - The Wizard of Rondo
- 2010 – KOALA: Oudere Lezers – Battle for Rondo
- 2010 – YABBA: Fictie voor ouder – Battle for Rondo
- 2010 – KOALA: Fictie voor 7-9 jaar - Tales of Deltora
- 2010 – KOALA: Legend Award - Emily Rodda
- 2012 – CBCA: nominatie jonge lezers - Bungawitta
- 2012 – NSW Premier's Awards: nominatie Patricia Wrightson Award - Bungawitta
- 2013 – KOALA: kinderjury – The Golden Door

- Biblioteca Nacional de España: XX1266276
- Bibliothèque nationale de France: cb123081992 (data)
- Gemeinsame Normdatei: 12261366X
- International Standard Name Identifier: 0000 0000 7980 5151
- Library of Congress Control Number: n92074826
- MusicBrainz: 94ba454c-f38a-423c-94ae-bf37eeea03c2
- Bibliotheek van het Japanse parlement: 00821060
- Nationale Bibliotheek van Tsjechië: xx0002957
- Nationale bibliotheek van Australië: 35092292
- Nationale Bibliotheek van Israël: 987007440951105171
- Nederlandse Thesaurus van Auteursnamen: 097408697
- Système universitaire de documentation: 14275840X
- Trove: 478714
- Virtual International Authority File: 103217830